# 필리스 소머빌

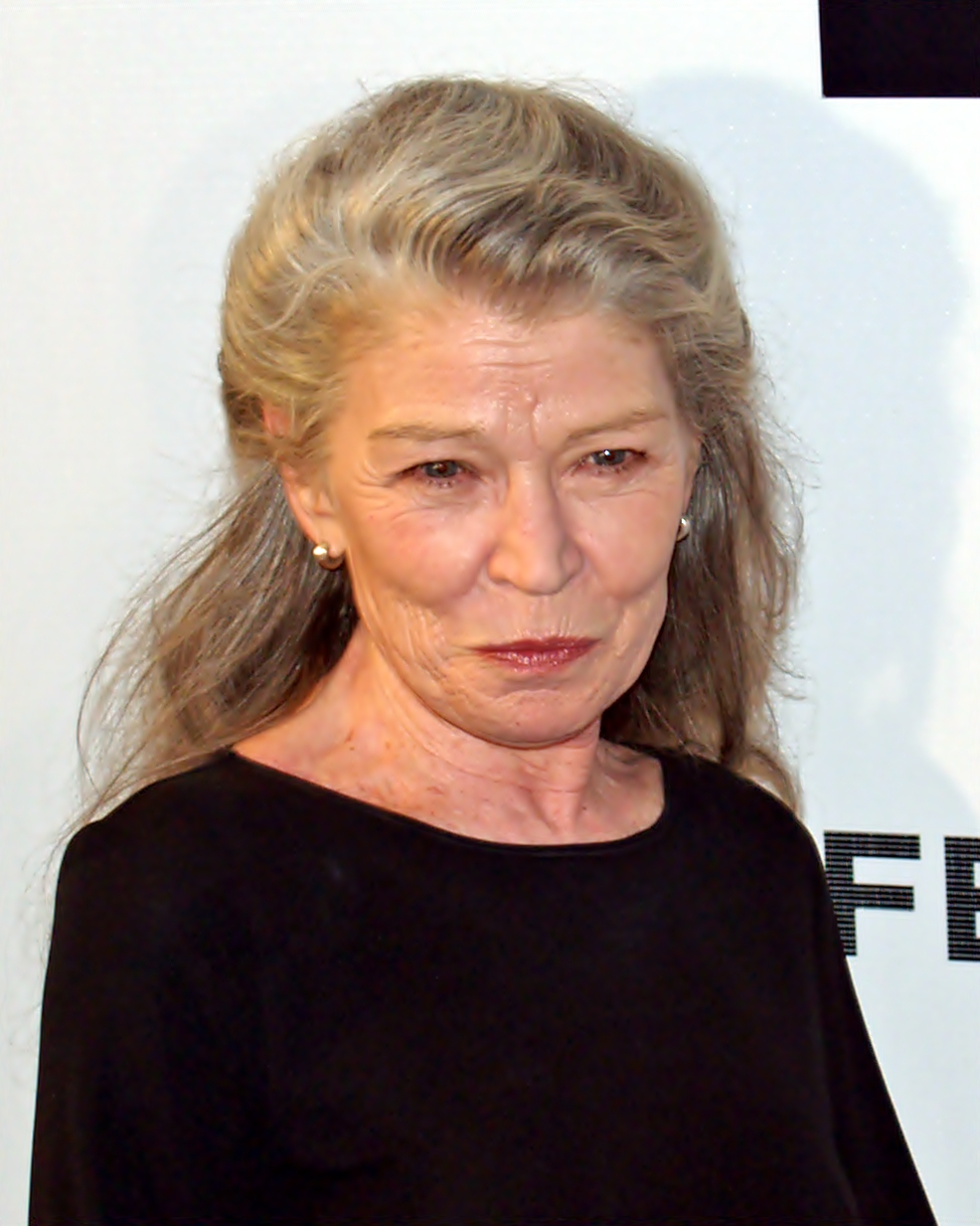

필리스 서머빌(Phyllis Jeanne Somerville, 1943년 12월 12일 ~ 2020년 7월 16일)는 미국의 배우이다.
아이오와시티에서 태어났으며 파리에서 사망하였다.

## 출연 작품
- 아워 소울즈 앳 나이트 (2017년)
- 서드 스트리트 블랙아웃 (2015년)
- 더블: 달콤한 악몽 (2013년) - 사이먼 모 역
- 스토커 (2013년) - 미세스 맥개릭 역
- 원 폴 (2011년)
- 위크니스 (2010년)
- 마이티 맥스 (2010년) - 자매 역
- 레스트리스 (2008년)
- 벤자민 버튼의 시간은 거꾸로 간다 (2008년) - 할머니 풀러 역
- 이프 아이 디든트 케어 (2007년)
- 브로큰 잉글리쉬 (영화) (2007년)
- 저스트 라이크 더 선 (2006년)
- 리틀 칠드런 (2006년) - 메이 맥고비 역
- 위험한 유혹 (2002년)
- 더 슬리피 타임 갤 (2001년)
- 러브 이즈 매직 (1999년)
- 비상 근무 (1999년)
- 몬타나 (1998년)
- 트러블 온 더 코너 (1997년)
- 기적 만들기 (1992년)

### 텔레비전
- 법과 질서 - 뉴욕 특수수사대 (2001년)
- 빅 씨 (2010년) - 마를린 역
- 법과 질서 (1990년)
- 원 라이프 투 리브 (1968년)
- 애즈 더 월드 턴즈 (1956년)